# 순우신
순우 신(淳于信, ? ~ ?)은 전한 말기의 관료로, 자는 중군(中君)이다.

## 행적
양삭 4년(기원전 21년), 태원태수에서 우부풍으로 승진하였다.

## 출전
- 반고, 《한서》 권19하 백관공경표 下

| 전임 견존 | 전한의 우부풍 기원전 21년 ~ 기원전 18년? | 후임 우상 |